# Baxter (film, 1989)
Pour les articles homonymes, voir Baxter.
Pour plus de détails, voir Fiche technique et Distribution.
Baxter est un drame français co-écrit et réalisé par Jérôme Boivin, sorti en 1989.

## Synopsis
Baxter est un Bull Terrier blanc. Ce chien a la particularité de penser et, à travers ses trois maîtres, il va se faire une opinion de l'espèce humaine. Compagnon d'une vieille dame seule, il s'ennuie, elle lui demande de rester toujours avec lui. Adopté par un jeune couple, il est délaissé à la naissance de leur bébé. Enfin, recueilli par le jeune Charles, il découvrira en lui un maître violent et morbide.

## Fiche technique
- Titre original et francophone : Baxter
- Réalisation : Jérôme Boivin
- Scénario : Jacques Audiard et Jérôme Boivin, d'après le roman Des tueurs pas comme les autres de Ken Greenhall
- Musique : Marc Hillman et Patrick Roffé
- Photographie : Yves Angelo
- Montage : Marie-Josée Audiard
- Décors : Dominique Maleret
- Production : Patrick Godeau, Ariel Zeitoun et Daniel Deschamps
- Société de production : Alicéléo, Christian Bourgois Productions, Gérard Mital Productions, ISSA, MK2 Productions et Partner's Productions
- Société de distribution : P.C.C. (France)
- Pays d'origine :  France
- Format : couleur - 1,66:1 - Mono
- Genre : drame
- Durée : 82 minutes
- Dates de sortie :
  - France : 18 janvier 1989

## Distribution
- Maxime Leroux : Baxter (voix)
- Lise Delamare : Madame Deville
- Jean Mercure : Monsieur Cuzzo
- Jacques Spiesser : Michel Ferrer
- Catherine Ferran : Florence Morel
- Jean-Paul Roussillon : Joseph Barsky
- Sabrina Leurquin : Noëlle
- Daniel Rialet : Jean
- Évelyne Didi : Marie Cuzzo, l'institutrice
- Rémy Carpentier : Roger Morel
- Jany Gastaldi : Anne Ferrer
- François Driancourt : Charles, fils de Michel et Anne Ferrer
- Ève Ziberlin : Véronique, fille de Joseph Barsky
- Léa Gabriele : Eva Braun

## Distinctions

### Récompenses
- Festival international du film fantastique d'Avoriaz 1989 : Mention spéciale du jury[1]